# P-구역

p-구역(p-block)은 주기율표 상에서 헬륨을 제외한 나머지 여섯 족을 의미한다. 이 구역에 속한 원소는 바닥 상태에서 가장 높은 에너지의 전자가 p-궤도에 있다.

## p-오비탈의 원소
2주기 원소 : 붕소, 탄소, 질소, 산소, 플루오린, 네온

3주기 원소 : 알루미늄, 규소, 인, 황, 염소, 아르곤

4주기 원소 : 갈륨, 저마늄, 비소, 셀레늄, 브로민, 크립톤

5주기 원소 : 인듐, 주석, 안티모니, 텔루륨, 아이오딘, 제논

6주기 원소 : 탈륨, 납, 비스무트, 폴로늄, 아스타틴, 라돈

7주기 원소 : 니호늄, 플레로븀, 모스코븀, 리버모륨, 테네신, 오가네손

13족 원소 : 붕소, 알루미늄, 갈륨, 인듐, 탈륨, 니호늄

14족 원소 : 탄소, 규소, 저마늄, 주석, 납, 플레로븀

15족 원소 : 질소, 인, 비소, 안티모니, 비스무트, 모스코븀

16족 원소 : 산소, 황, 셀레늄, 텔루륨, 폴로늄, 리버모륨

17족 원소 : 플루오린, 염소, 브로민, 아이오딘, 아스타틴, 테네신

18족 원소 : 네온, 아르곤, 크립톤, 제논, 라돈, 오가네손

## 같이 보기
- 전자 배열